# ناز آیدمیر

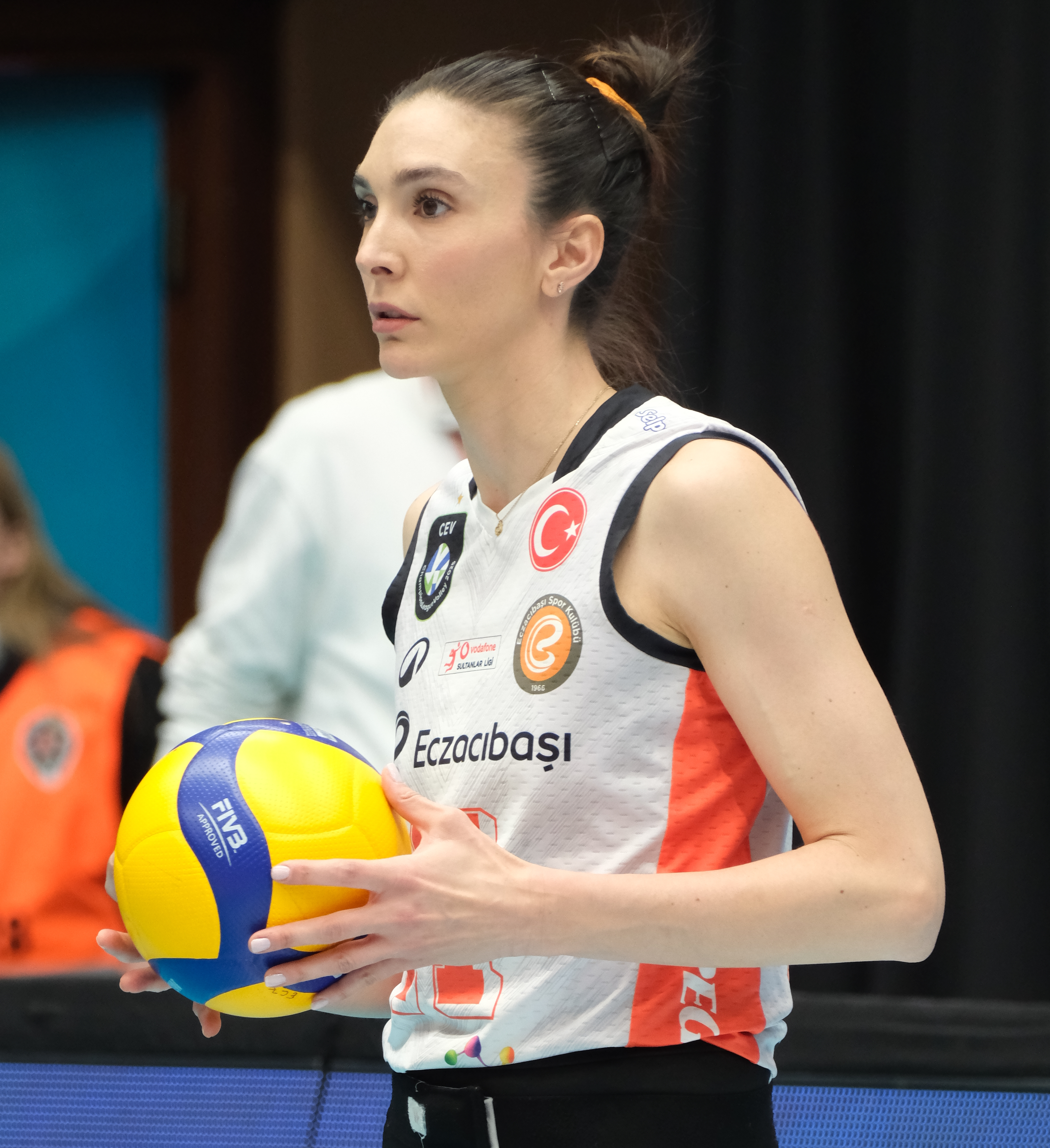
ناز آیدمیر

ناز آیدمیر (به انگلیسی: Naz Aydemir) (زاده ۱۴ اوت ۱۹۹۰ در استانبول) بازیکن تیم ملی والیبال زنان ترکیه است. او کاپیتان تیم ملی جوانان ترکیه بود و مدال نقره قهرمانی جهان را به دست آورد. او به همراه تیم ملی بزرگسالان ترکیه مدال برنز جایزه بزرگ جهان و مدال برنز قهرمانی والیبال اروپا را به دست آورد. آیدمیر از ستاره‌های ترکیه است. آیدمیر دختر عمو ایلکای گوندوغان بازیکن فوتبال است و با جنک آک یول بازیکن تیم ملی بسکتبال ترکیه ازدواج کرده‌است.
در سال ۲۰۱۵ آیدمیر به عنوان زیباترین و موفق‌ترین زن ترکیه در سال ۲۰۱۴ توسط مجله ال انتخاب شد.